# Glympis truncatalis
Glympis truncatalis är en fjärilsart som beskrevs av Walker 1866. Glympis truncatalis ingår i släktet Glympis och familjen nattflyn. Inga underarter finns listade i Catalogue of Life.